# 제주해협
제주해협(濟州海峽)은 한반도와 제주도 사이에 있는 해협이다. 이 해협은 국제 수로 기구에서 정한 동해와 황해(서해)의 경계이며, 대한민국에서는 남해의 일부로 여긴다.

## 생태
난류인 쿠로시오 해류의 지류가 흐르고 있어서 일년 상시적으로 따뜻하다.

## 연혁
제주해협은 한반도의 전쟁사에서 빠지면 안되는 중요한 요충지이다. 우선, 백제가 탐라국을 편입할 때에 백제의 군선(軍船)이 도해(渡海)했던 곳이다. 그리고 몽골 제국이 침입해왔을 때, 삼별초가 최후의 항전지로서의 제주로 도피하기 위해 지났던 곳이다. 따라서, 여몽 연합군이 삼별초를 섬멸하기 위하여 도해한 것은 당연지사일 것이다. 그리고 임진왜란 당시에 왜병(倭兵)들이 수륙양공책(水陸兩攻策)을 쓰면서, 남해의 제주해협을 통과하여 한성으로 상경(上京)하려던 진로 상에 놓여있는 장소이다.

## 같이 보기
- 대한해협
  - 서수로(부산해협)
  - 쓰시마 해협(동수로)
- 남해
- 동해
- 동중국해